# Mundochthonius
Genre
Mundochthonius est un genre de pseudoscorpions de la famille des Chthoniidae.

## Distribution
Les espèces de ce genre se rencontrent en Europe, en Asie, en Amérique du Nord et aux Antilles.

## Liste des espèces
Selon Pseudoscorpions of the World (version 3.0) :
- Mundochthonius alpinus Beier, 1947
- Mundochthonius asiaticus Dashdamirov, 2005
- Mundochthonius basarukini Schawaller, 1989
- Mundochthonius bifurcatus Kim & Hong, 1994
- Mundochthonius carpaticus Rafalski, 1948
- Mundochthonius cavernicola Muchmore, 1968
- Mundochthonius decoui Dumitresco & Orghidan, 1970
- Mundochthonius dominicanus Muchmore, 1996
- Mundochthonius erosidens Chamberlin, 1929
- Mundochthonius gallaecicus Zaragoza & Harvey, 2006
- Mundochthonius holsingeri Benedict & Malcolm, 1974
- Mundochthonius itohi Sakayori, 2009
- Mundochthonius japonicus Chamberlin, 1929
- Mundochthonius kiyoshii Sakayori, 2002
- Mundochthonius magnus Chamberlin, 1929
- Mundochthonius mexicanus Muchmore, 1973
- Mundochthonius minusculus Kim & Hong, 1994
- Mundochthonius montanus Chamberlin, 1929
- Mundochthonius pacificus (Banks, 1893)
- Mundochthonius rossi Hoff, 1949
- Mundochthonius sandersoni Hoff, 1949
- Mundochthonius singularis Muchmore, 2001
- Mundochthonius styriacus Beier, 1971
- Mundochthonius ussuricus Beier, 1979

## Publication originale
- (en) Joseph Conrad Chamberlin, « A synoptic classification of the false scorpions or chela-spinners, with a report on a cosmopolitan collection of the same. Part 1. The Heterosphyronida (Chthoniidae) (Arachnida-Chelonethida) », Annals and Magazine of Natural History, 10e série, vol. 4, no 19,‎ juillet 1929, p. 50-80 (ISSN 0374-5481, OCLC 4806285231, DOI 10.1080/00222932908673028, présentation en ligne).